# Sphingonotus finotianus
Sphingonotus finotianus is een rechtvleugelig insect uit de familie veldsprinkhanen (Acrididae). De wetenschappelijke naam van deze soort is voor het eerst geldig gepubliceerd in 1885 door Saussure.